# لئو فان فلیت
لئو فان فلیت (هلندی: Leo van Vliet؛ زادهٔ ۱۵ نوامبر ۱۹۵۵) دوچرخه‌سوار اهل هلند است.
از باشگاه‌هایی که در آن رکاب زده‌است می‌توان به تی‌آی-رالی و تیم دوچرخه‌سواری مرسیه اشاره کرد.